# جون س. واتسون
جون س. واتسون (بالإنجليزية: John C. Watson)‏ هو ضابط أمريكي، ولد في 24 أغسطس 1842 في فرانكفورت في الولايات المتحدة، وتوفي في 14 ديسمبر 1923 في واشنطن العاصمة في الولايات المتحدة.